# 梁堤头镇
梁堤头镇，是中华人民共和国山東省菏泽市曹县下辖的一个乡镇级行政单位。

## 行政区划
梁堤头镇下辖以下地区：
十家庄村、袁庄村、石香炉村、邬庄村、杨集村、周韦庄村、王楼村、刘高台村、刘堤角村、梁东村、梁西村、梁南村、苗李村、郜刘村、袁楼村、夏庄村、陈庄寨村、陈棚村、中刘村、张庄村、付庄村、祝口村、前刘村、后刘村、吴马村、冯庄村、王庄村、徐庄村、下河张村、安台村、李庄村、刘辛集村、南柳村、北柳村、回堤岗村和郑庄寨村。

## 交通
- 京九铁路：梁堤头站